# Dendrobium laterale
Dendrobium laterale är en orkidéart som beskrevs av Louis Otho Otto Williams. Dendrobium laterale ingår i släktet Dendrobium, och familjen orkidéer.
Artens utbredningsområde är Burma. Inga underarter finns listade i Catalogue of Life.